# Axel Wallgren
Axel Leonard Wallgren, född 28 september 1869 i Borgå, död 16 juli 1946, var en finländsk läkare. Han var son till Georg Wallgren och bror till Ville Vallgren.
Wallgren studerade vid Helsingfors universitet, där han blev medicine licentiat 1896 och medicine doktor 1899 på avhandlingen Experimentelle Untersuchungen über peritoneale Infektion mit Streptococcus. Han blev vid samma universitet 1901 docent i gynekologi, 1906 docent i patologisk anatomi, 1911 extra ordinarie och 1917 ordinarie professor i sistnämnda ämne. Han blev emeritus 1938. Wallgren var sekreterare i Finska Läkaresällskapet 1906-1916 och promoverades till medicine hedersdoktor vid Karolinska institutet 1933. Han publicerade en mängd avhandlingar på gynekologins och den patologiska anatomins områden.